# Triumph Tiger 100
La Tiger 100 (ou T100) était une moto standard fabriquée pour la première fois par la société de motocyclistes britannique Triumph en 1939. Sa production cessa lorsque l'usine Triumph fut détruite durant les bombardements allemands de 1940 pendant la Seconde Guerre mondiale, mais elle reprit en 1946. Plusieurs variantes furent fabriquées jusqu'en 1973.

## Développement

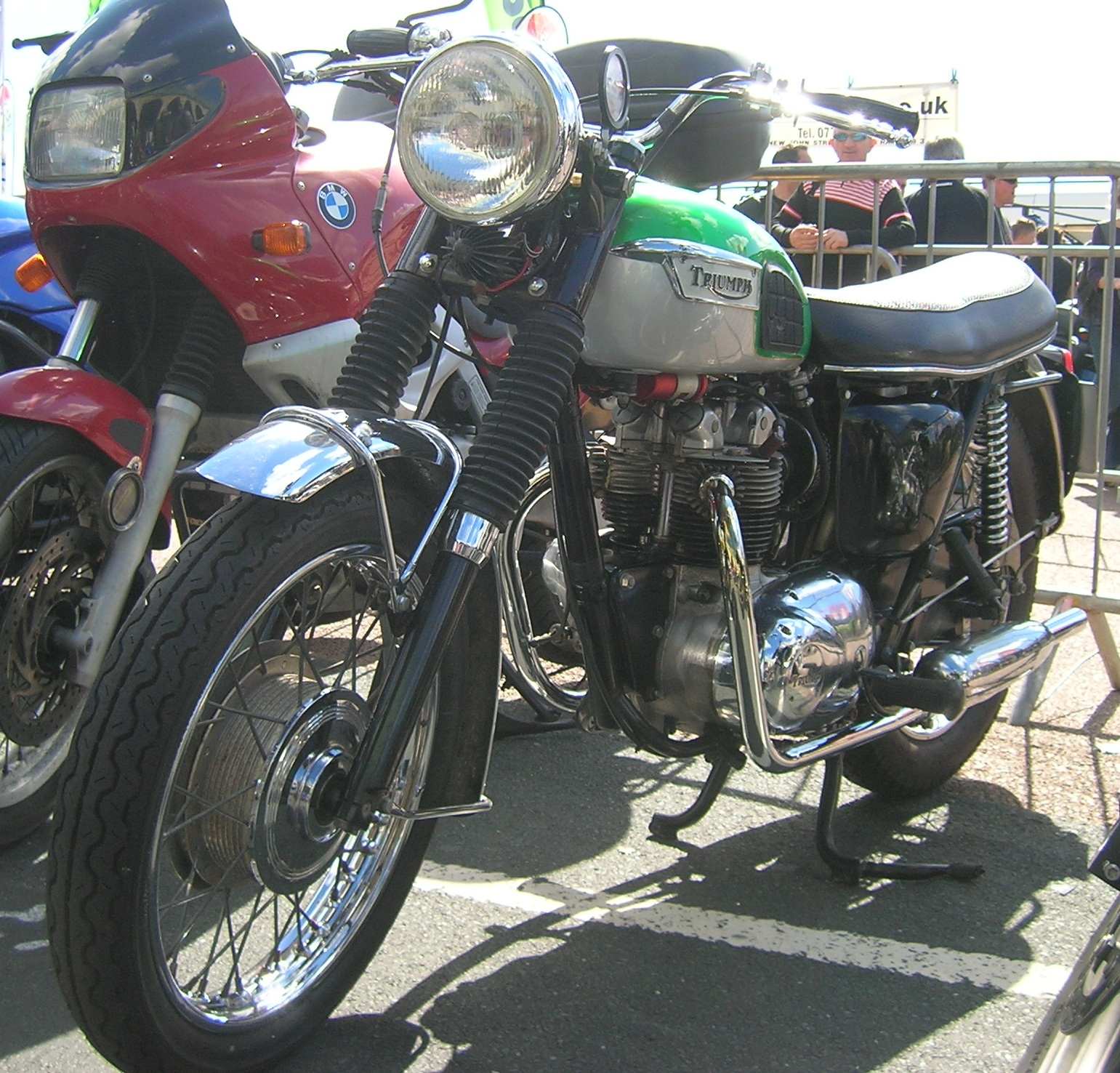
Triumph Tiger 100, fin des années 1960

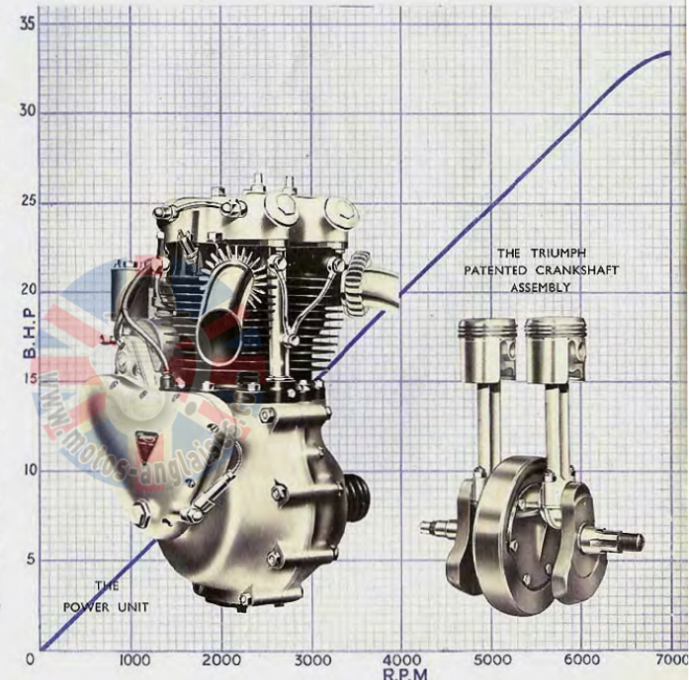
Moteur Twin Tiger 100 (1939)

Après le succès commercial de la Triumph Speed Twin, Edward Turner, le concepteur de Triumph, poursuivit ses efforts pour développer le potentiel du nouveau moteur twin parallèle. Le Tiger 100, plus léger et plus puissant, fut développé comme une machine pour les sportifs, alors que, comme dans les modèles précédents, le «100» faisait référence à sa vitesse maximale revendiquée en milles par heure.
Les modifications techniques apportées à la Speed Twin incluaient des pistons en alliage forgé, une technologie avancée pour l'époque. Les cylindres étaient forgés en une seule coulée et maintenus en place par huit goujons au lieu de six comme sur les premières Speed Twin. La Tiger 100 embarquait un seul carburateur Amal, possible grâce au calage à 360 degrés des deux cylindres. Fini en couleur Silver et coûtant 5 £ de plus, les nouvelles caractéristiques comprenaient un réservoir de carburant plus grand et des silencieux amovibles. Les premières motos de production avaient des cadres rigides et des fourches avant à poutre. La moto était peinte en argent avec des bandes noires.
En mars 1939, Triumph proposa un lancement peu orthodoxe de la nouvelle Tiger 100. En utilisant une Tiger 100 et un Speed Twin directement dans les showrooms des concessionnaires, son endurance fut testée avec une course de plus de 1 800 milles (2 897 kilomètres) de John o' Groats à Land's End, en Cornouailles, puis sur le  circuit de Brooklands pendant six heures de tours à grande vitesse, où les pilotes Ivan Wicksteed et David Whitworth roulèrent à une moyenne de 126,3 km/h avec un dernier tour à (142 km/h, remportant le Maudes Trophy pour Triumph. Les prétentions sportives de la Tiger 100 ont ensuite été validées par un record au tour de Freddie Clarke en 1939 à Brooklands de 190 km/h sur une Tiger 100 de 503 cm3.

### Usine détruite en 1940
Les usines de Triumph ainsi qu'une grande partie de la ville de Coventry furent détruits par des bombardements allemands dans la nuit du 14 novembre 1940, mettant fin à la production de la Tiger 100 jusqu'à après la guerre.

### Production d'après-guerre
Lorsque Triumph put récupérer et reprendre la production à Meriden, la Tiger 100 est réapparue avec une nouvelle fourche télescopique. En 1951, il obtint un nouveau fût de cylindre en alliage à ailettes et des kits de course en usine destinés aux pilotes indépendants. En 1953, un modèle entièrement équipé pour la course, la Tiger 100C, était disponible mais seulement 560 exemplaires furent fabriqués.
Les premières versions de la suspension arrière à bras articulé ont été construites en 1954 et la Tiger 100 a été développée année après année aux côtés des autres modèles de la gamme. L'année 1959 était la dernière des pré-unit (moteur/boîte de vitesses séparés) et, en 1960, elle a été complètement repensée dans le nouveau style «unit» de la T100A. Une longue lignée de T100SS, T100C, T100R et d’autres apparurent au Royaume-Uni au cours des années 1960 et sur les marchés d’exportation (principalement américains), aboutissant aux variantes Daytona jusqu’en 1973. Le nom historique Tiger a été repris par la nouvelle société Hinckley Triumph en 1993.

## Accident de Bob Dylan

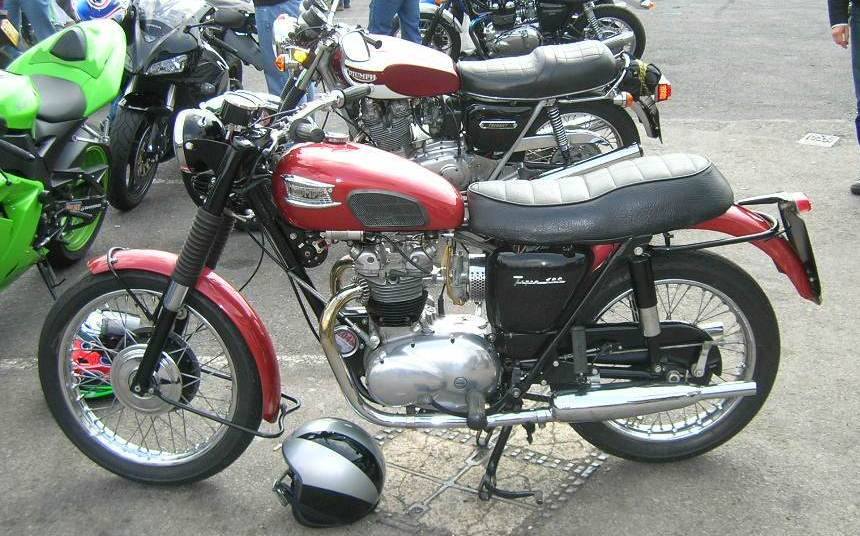
Triumph Tiger 100 du début des années 1960 avec le nouveau moteur 500 cm3, similaire à celle de Bob Dylan. Cet exemplaire a une double selle plus épaisse de deuxième monte.

Le 29 juillet 1966, Bob Dylan accidenta sa moto Tiger 100SS sur une route près de son domicile à Woodstock (New York), le projetant au sol. À la suite de son accident, Dylan s'est retiré du public et n'a plus tourné pendant huit ans.

## Les voyages de Jupiter

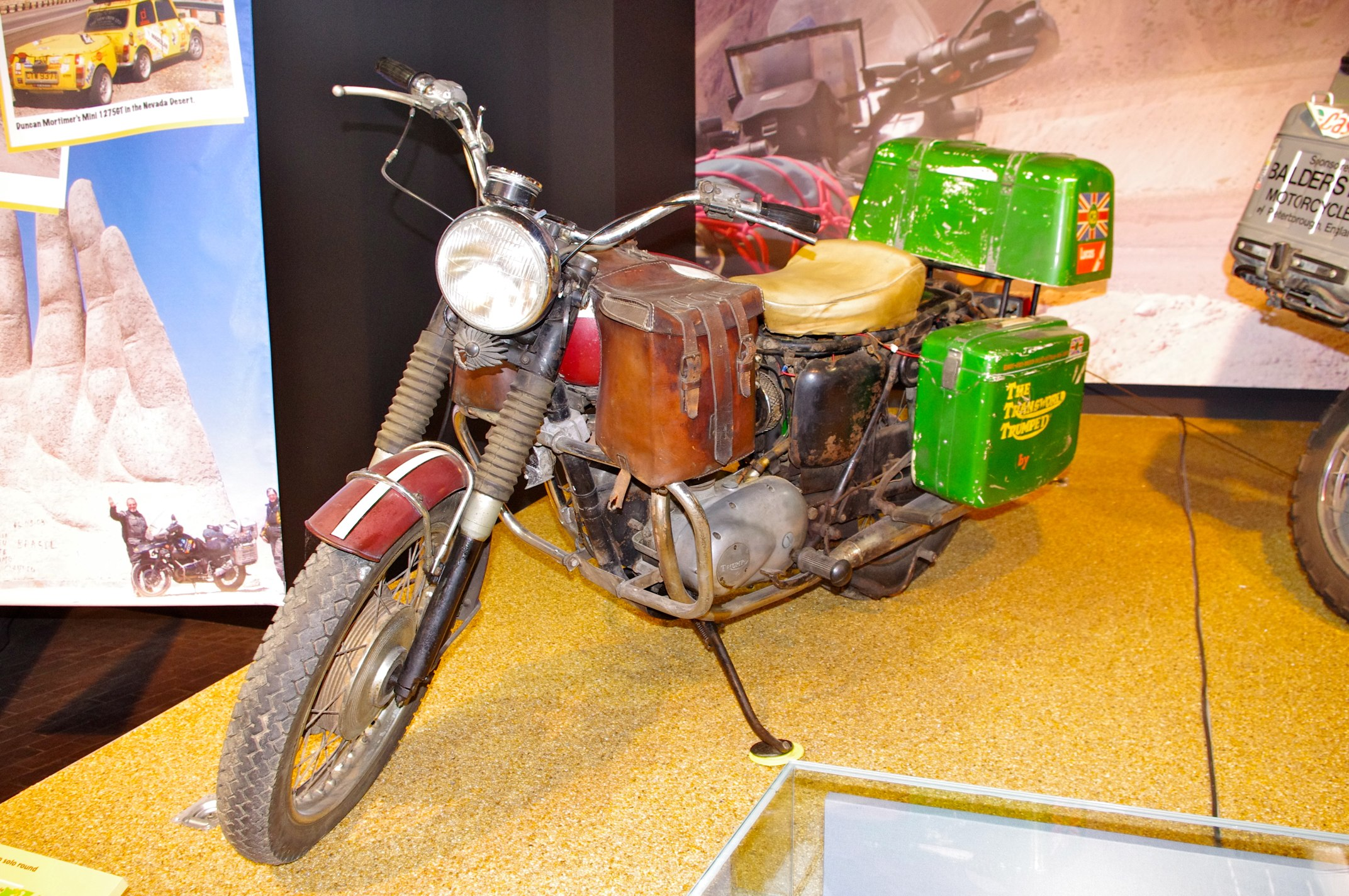
Tiger 100 "Jupiter" de Ted Simon

Ted Simon a parcouru le monde à bord sur une Tiger 100 T100P 1973 conforme aux spécifications de la police de cette année. Dans son livre Jupiter's Travels, il décrit comment l'usine de Meriden subissait un sit-in et sa moto assemblée à la hâte.

## Voir également
- Liste des motos des années 1940
- Liste des motos des années 1950